# 宝山镇 (青岛市)
宝山镇是中国山东省青岛市黄岛区下辖的一个镇。

## 行政区划
下辖以下地区：
大窝洛村、林子村、小窝洛村、东宅科村、白家屯村、黑埠沟村、七宝山村、丛家屯村、尚庄村、胡家村、冷家小庄村、王家小庄村、上柴村、下柴村、李家沟村、前沟村、罗戈庄村、大陡崖村、小陡崖村、滕家村、瓦屋大庄村、董庄村、雷家庄村、金沟村、柳家屯村、中山前村、东山前村、西山前村、埠石村、傅家屯村、肖家屯村、吕家村、向阳村、张八朱村、金岭村、陈朱屯村、荒庄村、金槽沟村、大张八村、庙王家村、黄山后村、小张八村、抬头村和薛家沟村。

## 人口
2010年中国第六次人口普查时，宝华街街道共有人口6580人。共有家庭2471户，平均每户2.60人。14岁以下的少年儿童共733人，占总人口11.13%；15-64岁人口共5103人，占总人口77.55%；65岁及以上的老年人共744人，占总人口的11.30%。男性共计3259人，占总人口49.52%；女性共计3321，占总人口50.47%。本地居住的人口中，拥有本地户籍的人口为3939人，占59.86%。